# Yas Marina
Yas Marina Circuit (arabsky حلبة مرسى ياس‎) je místem, kde se koná Grand Prix Abú Zabí.
Záměr pořádat závod Formule 1 byl poprvé oznámen během sezony 2007 na Festivalu formule 1. Během krátké doby byl vypracován územní plán a začaly první pohovory o vzhledu budoucího okruhu. Hlavním architektem byl jmenován Hermann Tilke, který se rozhodl, že nová závodní trať bude podléhat všem oblíbeným trendům současnosti. Prvním rozhodnutím, které padlo, bylo umístění závodiště na uměle vybudovaném ostrově Yas, trať se měla stát součástí budovaného zábavního parku Ferrari. Tento zábavní park by měl mít celkovou rozlohu 250 tisíc čtverečních metrů, přičemž okruh by měl ležet v jeho samotném středu.
Nedlouho po oznámení celého projektu získala Grand Prix Abú Zabí bohatého sponzora – leteckou společnost Etihad Airways. Doba kontraktu byla stanovena na tři roky.
Mezi hlavní lákadla okruhu patří krom velmi rozmanitého prostředí (moderní město, přístav, poušť) i zajímavý tvar samotného závodiště. Nabízí jak dlouhé rovinky vhodné k předjíždění, zejména díky prudkému brzdění na jejich konci, tak i veliké množství zatáček všech různých druhů, z nichž některé jsou přímou inspirací u svých slavných protějšků (zatáčka Eau Rouge z belgické Spa). Obsahuje jak části velmi rychlé, tak i místa extrémně pomalá. Závodnímu okruhu Yas Island nelze upřít kouzlo, s jakým kombinuje nové originální prvky s těmi starými, osvědčenými. Toto závodiště je jak výzvou pro závodní techniky, neboť se přímo nabízí k ohromnému množství různých nastavení monopostu, tak i pro samotné piloty, jejichž talent otestuje mírou přímo vrchovatou. Už samotný pohled na traťový plán působí úchvatným a strhujícím dojmem. Yas Island je okruh, který se již teď zapsal do historie.
Podle prvních propočtů by maximální rychlost měla dosáhnout při zachování současných pravidel 320 km/h, přičemž rychlost průměrná by se měla pohybovat okolo 200 km/h. Monopost by měl celou trať projet v čase cca 1 minuta 39 sekund.

## Formule 1
| No. | Rok  | Jezdec           | Konstruktér | Motor      | Pneu | Čas           | Délka kola | Počet kol | Rychlost     | Datum        |
| --- | ---- | ---------------- | ----------- | ---------- | ---- | ------------- | ---------- | --------- | ------------ | ------------ |
| 1   | 2009 | Sebastian Vettel | Red Bull    | Renault    | B    | 1:34:03,414 h | 5,554 km   | 55        | 194,863 km/h | 1. listopad  |
| 2   | 2010 | Sebastian Vettel | Red Bull    | Renault    | B    | 1:39:36,837 h | 5,554 km   | 55        | 183,923 km/h | 14. listopad |
| 3   | 2011 | Lewis Hamilton   | McLaren     | Mercedes   | P    | 1:37:11,886 h | 5,554 km   | 55        | 188,494 km/h | 13. listopad |
| 4   | 2012 | Kimi Räikkönen   | Lotus       | Renault    | P    | 1:45:58,667 h | 5,554 km   | 55        | 172,878 km/h | 4. listopad  |
| 5   | 2013 | Sebastian Vettel | Red Bull    | Renault    | P    | 1:38:06,106 h | 5,554 km   | 55        | 186,758 km/h | 3. listopad  |
| 6   | 2014 | Lewis Hamilton   | Mercedes    | Mercedes   | P    | 1:39:02,619 h | 5,554 km   | 55        | 184,982 km/h | 23. listopad |
| 7   | 2015 | Nico Rosberg     | Mercedes    | Mercedes   | P    | 1:38:30,175 h | 5,554 km   | 55        | 185,998 km/h | 29. listopad |
| 8   | 2016 | Lewis Hamilton   | Mercedes    | Mercedes   | P    | 1:38:04,013 h | 5,554 km   | 55        | 186,895 km/h | 27. listopad |
| 9   | 2017 | Valtteri Bottas  | Mercedes    | Mercedes   | P    | 1:34:14,062 h | 5,554 km   | 55        | 194,496 km/h | 26. listopad |
| 10  | 2018 | Lewis Hamilton   | Mercedes    | Mercedes   | P    | 1:39:40,382 h | 5,554 km   | 55        | 182,585 km/h | 25. listopad |
| 11  | 2019 | Lewis Hamilton   | Mercedes    | Mercedes   | P    | 1:34:05,715 h | 5,554 km   | 55        | 194,700 km/h | 1. prosinec  |
| 12  | 2020 | Max Verstappen   | Red Bull    | Honda      | P    | 1:36:28,645 h | 5,554 km   | 55        | 189,902 km/h | 13. prosinec |
| 13  | 2021 | Max Verstappen   | Red Bull    | Honda      | P    | 1:30:17,345 h | 5,279 km   | 58        | 203,468 km/h | 12. prosinec |
| 14  | 2022 | Max Verstappen   | Red Bull    | RBPT       | P    | 1:27:45,914 h | 5,279 km   | 58        | 209,320 km/h | 20. listopad |
| 15  | 2023 | Max Verstappen   | Red Bull    | Honda RBPT | P    | 1:27:02,624 h | 5,281 km   | 58        | 211,055 km/h | 26. listopad |
| 16  | 2024 | Lando Norris     | McLaren     | Mercedes   | P    | 1:26:33,291 h | 5,281 km   | 58        | 212,247 km/h | 8. prosinec  |